# サイバネティック文化研究ユニット
サイバネティック文化研究ユニット (英:Cybernetic Culture Research Unit, CCRU) は、1995年の後期にイギリスのウォーリック大学で設立された、実験的な文化研究グループであった。 しかし、徐々に学問から乖離し、2003年に解散に至った。
サイバーパンクとゴシックホラーを融合した特異的で不気味な「セオリー・フィクション」で評価されており、その作品は、加速主義ブームに関連して、インターネット上でカルト的人気を得た。
ウォーリック大学は、CCRUを認可しておらず、CCRUは「決して存在しなかった」とまで主張する教員もいる。CCRUは、かつての筆頭メンバーであった、サディ・プラントやニック・ランドと強い結びつきを持っている。

## 概要
CCRUの作品は次のようにして大まかに特徴づけられてる。つまり、サイバーパンクとゴシックホラーの要素と、批判理論、西洋秘教伝統、数秘術、悪魔学といったものを組み合わせた抽象理論的記述であり、それが、彼らのオカルト体系や、超現実的な物語としばしば相互作用していることである。 CCRUの有力な概念の一つとして、「ハイパースティション(超迷信)」がある。ニック・ランドは、それを秘境的なサイバネティック原理によって「自己実現する予言の実験的(テクノ)科学」だと言及している。さらに、根源的に不可解な(迷信にも似る)概念や信念が密かに現実を通して循環し、文化的フィードバックループを確立し、その時に、徹底的に社会を併合するという。それらは、また、全体として、「文化的な生産物」だと言及している。超迷信を把握するためのCCRUの数秘術的なサイバネティックシステムは「ナモグラム」であるが、それは、しばしば彼らの書物の循環圏や悪霊と一緒に登場する。
彼らは、ジル・ドゥルーズやフェリックス・ガタリの『アンチ・オイディプス』や『千のプラトー』からインスピレーションを得ており、CCRUの書物には、その参照が見受けられる。加えて、全体的に、ハワード・フィリップス・ラヴクラフト、ウィリアム・ギブスン、J・G・バラード、オクティヴィア・E・バトラー、ウィリアム・S・バロウズ、カール・グスタフ・ユングなどの著者から影響を受けており、他にも批判理論、SF、人類学、ナノテクノロジーに関係する資料からの影響も見受けられる。

## メンバー
プラントの離脱後、ウォーリック大学はCCRUとの関係を一切否定しているが、CCRUのメンバーは未だにサブカルチャーには影響を与えている人もいる。
CCRUがウォーリック大学の哲学科の下にあった期間やその後に、CCRUに加盟していた人物には、ステファン・メトカーフ(哲学者)、イアン・ハミルトン・グラント(哲学者)、 レイ・ブラシエ(哲学者)、レザ・ネグレスタニ(哲学者)、マーク・フィッシャー (文化理論家)、コドウォ・エッシュン(文化理論家)、ロビン・マッケイ(出版業、哲学者)、ルチアナ・パリシ(デジタルメディア理論家)、マシュー・フラー(デジタルメディア理論家)、Kode9としても知られるスティーブ・グッドマン(電子音楽家、ハイパーダブの主宰者)、アンナ・グリーンスパン(ライター、理論家)、アンガス・カーライル(音の理論家)、ハリ・クンズル(小説家)、ジェイク・アンド・ディノス・チャップマン(アーティスト)などがいる。 
ランドとCCRUは、しばしば実験芸術集団である0(rphan)d(rift>)(Orphan Drift, マギー・ロバーツとラヌ・ムケルジー)とコラボレーションしていた。 特に、「朔望」(1999年、南ロンドン、ビーコンズフィールドの現代アートギャラリーでの一ヶ月ほどの学際的な公演)における、Orphan DriftのCyberpositive (ロンドン: Cabinet, 1995)は、CCRUの取り組みを実証する一連のテキストであった。

## 関連ページ
- 加速主義
- 思弁的実在論

## 参照
1. ↑  “RENEGADE ACADEMIA: THE Cybernetic Culture Research Unit, 1999 - Simon Raynolds”. energyflashbysimonreynolds.blogspot.com. 2021年12月2日閲覧。
2. ↑  Dazed (2011年6月1日). “Nick Land: Mind Games” (英語). Dazed. 2021年4月11日閲覧。
3. ↑  “Cybernetic Culture Research Unit - Monoskop”. monoskop.org. 2021年5月2日閲覧。
4. ↑  Doyle. “Writing On Drugs by Sadie Plant (1999)” (英語). The Irish Times. 2021年5月2日閲覧。
5. 1 2  Press. “Writings 1997–2003 | The MIT Press” (英語). mitpress.mit.edu. 2021年4月11日閲覧。
6. ↑  Carstens (2009年). “Hyperstition: An Introduction: Delphi Carstens interviews Nick Land” (英語). Orphan Drift Archive. 2020年12月8日時点のオリジナルよりアーカイブ。2021年4月19日閲覧。
7. ↑  Sandhu, Sukhdev (2015年11月16日). “How dub master Kode9 became the hero of zero”. The Guardian 2020年5月31日閲覧。
8. ↑  Mackay, Robin (27 February 2013) "Nick Land: An Experiment in Inhumanism." Archived 2019-11-10 at the Wayback Machine. Divus
9. ↑  “0rphan Drift Archive”. www.orphandriftarchive.com｜accessdate=2023-06-02. Template:Cite webの呼び出しエラー：引数 accessdate は必須です。
10. ↑  “0rphan Drift :: Neo Future > CTM13 Berlin”. www.orphandriftarchive.com. 2023年6月2日閲覧。